# Benthaster wyvillethomsoni
Benthaster wyvillethomsoni är en sjöstjärneart som beskrevs av Percy Sladen 1882. Benthaster wyvillethomsoni ingår i släktet Benthaster och familjen knubbsjöstjärnor. Inga underarter finns listade i Catalogue of Life.